# Canadian Soccer League 2013
La Canadian Soccer League 2013 fue la 16.ª edición del campeonato semiprofesional del fútbol canadiense, la cual comenzó el 3 de mayo y terminó el 3 de noviembre con 12 equipos en la primera división y 9 en la segunda.

## Sistema de Campeonato
De los 12 equipos esta temporada, 11 están regresando de la temporada 2012. El único equipo que no sufrió cambios fue el Burlington SC, que fue fundado este año 2013. Los clubes de la Academia de Toronto FC y Montreal Impact, así como SC Toronto, han abandonado la liga, mientras que Eagles FC Mississauga y Brantford Galaxy se saltará la temporada actual pero mantendrán su afiliación y esperan unirse a la Canadian Soccer League 2014.

## Goleadores
Statistics current as of October 7, 2013
| Posición | Jugador                 | Club                 | Goles |
| -------- | ----------------------- | -------------------- | ----- |
| 1        | Guillaume Surot         | Kingston FC          | 28    |
| 2        | Marin Vučemilović Grgić | London City          | 19    |
| 3        | Richard West            | York Region Shooters | 19    |
| 4        | Adis Hasečić            | SC Waterloo Region   | 17    |
| 5        | Miloš Šćepanović        | Brampton United      | 16    |
| 6        | Dražen Vuković          | SC Waterloo Region   | 15    |
| 7        | Marcos Nunes            | Brampton United      | 13    |
| 8        | Nicholas Lindsay        | Burlington SC        | 11    |
| 9        | Catalin Lichioiu        | Kingston FC          | 10    |
| 9        | Krešimir Prgomet        | Toronto Croatia      | 10    |

Updated: April 30, 2017 

Source: http://canadiansoccerleague.ca/2013-csl-first-division-stats/ Archivado el 19 de junio de 2017 en Wayback Machine.

## Datos de los clubes
| Astros Vasas FC                                | North York     | Esther Shiner Stadium   | 3.000 |
| Brampton United                                | Brampton       | Victoria Park           |       |
| Burlington SC                                  | Burlington     | Nelson Stadium          |       |
| Kingston FC                                    | Kingston       | Queens West Field       |       |
| London City                                    | London         | Hellenic Com Centre     |       |
| Niagara United                                 | Niagara Falls  | Kalar Park Sports Field |       |
| SC Waterloo Region                             | Waterloo       | Warrior Field           |       |
| Serbian White Eagles                           | Etobicoke      | Centennial Park Stadium | 2.200 |
| St. Catharines Roma Wolves                     | St. Catharines | Club Roma Park          |       |
| Toronto Croatia                                | Etobicoke      | Centennial Park Stadium | 2.200 |
| Windsor Stars                                  | Windsor        | Windsor Stadium         |       |
| York Region Shooters                           | Maple          | St. Joan of Arc Stadium |       |
| Datos actualizados al día 31 de agosto de 2013 |                |                         |       |

## Clasificación de equipos
Fecha de actualización: 8 de octubre de 2013
|  | Pos. | Equipos               | PJ | PG | PE | PP | GF | GC | Dif. | Pts. |
|  | ---- | --------------------- | -- | -- | -- | -- | -- | -- | ---- | ---- |
|  | 1.   | Kingston FC           | 22 | 16 | 2  | 4  | 69 | 30 | +39  | 50   |
|  | 2.   | York Region Shooters  | 22 | 15 | 2  | 5  | 47 | 22 | +25  | 47   |
|  | 3.   | Toronto Croatia       | 22 | 14 | 5  | 3  | 48 | 21 | +27  | 47   |
|  | 4.   | Brampton United       | 22 | 13 | 1  | 8  | 43 | 36 | +7   | 40   |
|  | 5.   | SC Waterloo Region    | 22 | 11 | 4  | 7  | 52 | 33 | +19  | 37   |
|  | 6.   | Windsor Stars         | 22 | 8  | 3  | 11 | 37 | 40 | -3   | 27   |
|  | 7.   | London City           | 22 | 8  | 3  | 11 | 39 | 48 | -9   | 27   |
|  | 8.   | Serbian White Eagles  | 22 | 8  | 2  | 12 | 30 | 36 | -6   | 26   |
|  | 9.   | Astros Vasas FC       | 22 | 7  | 4  | 11 | 29 | 48 | -19  | 25   |
|  | 10.  | Burlington SC         | 22 | 7  | 0  | 15 | 34 | 56 | -22  | 21   |
|  | 11.  | St. Catharines Wolves | 22 | 7  | 0  | 15 | 22 | 53 | -31  | 21   |
|  | 12.  | Niagara United        | 22 | 3  | 4  | 15 | 27 | 54 | -27  | 13   |

     Clasificado para los Playoffs.

## Evolución de la clasificación
| Equipo / Fecha             | 01 | 02 | 03 | 04 | 05 | 06 | 07 | 08 | 09 | 10 | 11 | 12 | 13 | 14 | 15 | 16 | 17 | 18 | 19 | 20 | 21 | 22 |
| -------------------------- | -- | -- | -- | -- | -- | -- | -- | -- | -- | -- | -- | -- | -- | -- | -- | -- | -- | -- | -- | -- | -- | -- |
| Astros Vasas FC            | 11 | 12 | 12 | 9  | 10 | 12 | 12 | 12 | 12 | 11 | 11 | 11 | 11 | 9  | 9  | 11 | 11 | 11 | 10 | 9  | 9  | 9  |
| Brampton United            | 12 | 7  | 4  | 3  | 3  | 3  | 2  | 3  | 3  | 1  | 2  | 2  | 1  | 1  | 1  | 3  | 3  | 4  | 4  | 4  | 4  | 4  |
| Burlington SC              | 9  | 11 | 8  | 8  | 8  | 8  | 10 | 7  | 8  | 6  | 8  | 8  | 9  | 8  | 8  | 9  | 9  | 9  | 11 | 11 | 10 | 10 |
| Kingston FC                | 1  | 4  | 2  | 2  | 2  | 2  | 1  | 2  | 1  | 3  | 3  | 3  | 2  | 2  | 2  | 1  | 1  | 1  | 1  | 1  | 1  | 1  |
| London City                | 7  | 9  | 11 | 12 | 9  | 11 | 9  | 11 | 7  | 7  | 7  | 7  | 7  | 7  | 7  | 7  | 7  | 7  | 7  | 7  | 7  | 7  |
| Niagara United             | 7  | 10 | 10 | 11 | 12 | 10 | 8  | 10 | 11 | 12 | 12 | 12 | 12 | 12 | 12 | 12 | 12 | 12 | 12 | 12 | 12 | 12 |
| SC Waterloo Region         | 6  | 2  | 5  | 4  | 5  | 6  | 6  | 6  | 6  | 6  | 6  | 6  | 5  | 5  | 6  | 5  | 6  | 6  | 6  | 6  | 6  | 6  |
| Serbian White Eagles       | 2  | 6  | 3  | 6  | 6  | 7  | 7  | 9  | 10 | 10 | 9  | 10 | 8  | 10 | 10 | 8  | 8  | 8  | 9  | 10 | 8  | 8  |
| St. Catharines Roma Wolves | 3  | 8  | 9  | 10 | 11 | 9  | 11 | 8  | 9  | 8  | 10 | 9  | 10 | 11 | 11 | 10 | 10 | 10 | 8  | 8  | 11 | 11 |
| Toronto Croatia            | 4  | 1  | 1  | 1  | 1  | 1  | 3  | 1  | 2  | 4  | 4  | 4  | 4  | 4  | 4  | 4  | 4  | 3  | 3  | 3  | 3  | 3  |
| Windsor Stars              | 9  | 5  | 7  | 5  | 4  | 4  | 6  | 6  | 6  | 9  | 6  | 6  | 5  | 5  | 6  | 5  | 6  | 6  | 6  | 6  | 6  | 6  |
| York Region Shooters       | 5  | 3  | 6  | 7  | 7  | 5  | 4  | 4  | 4  | 2  | 1  | 1  | 3  | 3  | 3  | 2  | 2  | 2  | 2  | 2  | 2  | 2  |

* Nota: No siempre los partidos de cada jornada se juegan en la fecha programada por diversos motivos. Sin embargo, la evolución de la clasificación de cada equipo se hace bajo el supuesto de que no hay aplazamiento.

## Playoffs
|  | Quarter-Final | Quarter-Final         | Quarter-Final          |                        |                 | Semifinal       | Semifinal | Semifinal |  |             | Final       | Final | Final |  |
|  |               |                       |                        |                        |                 |                 |           |           |  |             |             |       |       |  |
|  |               |                       |                        |                        |                 |                 |           |           |  |             |             |       |       |  |
|  | 1             | Kingston FC (t.s)     | 2                      |                        |                 |                 |           |           |  |             |             |       |       |  |
|  | 1             | Kingston FC (t.s)     | 2                      |                        |                 |                 |           |           |  |             |             |       |       |  |
|  | 8             | Serbian White Eagles  | 1                      |                        |                 |                 |           |           |  |             |             |       |       |  |
|  | 8             | Serbian White Eagles  | 1                      |                        | Kingston FC     | Kingston FC     | 4         |           |  |             |             |       |       |  |
|  |               |                       |                        |                        | Kingston FC     | Kingston FC     | 4         |           |  |             |             |       |       |  |
|  |               |                       | London City            | London City            | 2               |                 |           |           |  |             |             |       |       |  |
|  | 2             | York Region Shooters  | London City            | London City            | 2               | 1 (2)           |           |           |  |             |             |       |       |  |
|  | 2             | York Region Shooters  |                        |                        |                 |                 |           |           |  |             |             |       |       |  |
|  | 7             | London City (p)       | 1 (4)                  |                        |                 |                 |           |           |  |             |             |       |       |  |
|  | 7             | London City (p)       | 1 (4)                  |                        |                 |                 |           |           |  | Kingston FC | Kingston FC | 1     |       |  |
|  |               |                       |                        |                        |                 |                 |           |           |  | Kingston FC | Kingston FC | 1     |       |  |
|  |               |                       | SC Waterloo Region     | SC Waterloo Region     | 3               |                 |           |           |  |             |             |       |       |  |
|  | 3             | Toronto Croatia (t.s) | SC Waterloo Region     | SC Waterloo Region     | 3               | 2               |           |           |  |             |             |       |       |  |
|  | 3             | Toronto Croatia (t.s) |                        |                        |                 |                 |           |           |  |             |             |       |       |  |
|  | 6             | Windsor Stars         | 0                      |                        |                 |                 |           |           |  |             |             |       |       |  |
|  | 6             | Windsor Stars         | 0                      |                        | Toronto Croatia | Toronto Croatia | 1 (4)     |           |  |             |             |       |       |  |
|  |               |                       |                        |                        | Toronto Croatia | Toronto Croatia | 1 (4)     |           |  |             |             |       |       |  |
|  |               |                       | SC Waterloo Region (p) | SC Waterloo Region (p) | 1 (5)           |                 |           |           |  |             |             |       |       |  |
|  | 4             | Brampton United       | SC Waterloo Region (p) | SC Waterloo Region (p) | 1 (5)           | 0               |           |           |  |             |             |       |       |  |
|  | 4             | Brampton United       |                        |                        |                 |                 |           |           |  |             |             |       |       |  |
|  | 5             | SC Waterloo Region    | 4                      |                        |                 |                 |           |           |  |             |             |       |       |  |
|  | 5             | SC Waterloo Region    | 4                      |                        |                 |                 |           |           |  |             |             |       |       |  |
|  |               |                       |                        |                        |                 |                 |           |           |  |             |             |       |       |  |